# Michel Martelly
Michel Joseph Martelly, född 12 februari 1961 i Port-au-Prince, Haiti, är en haitisk politiker. Han var Haitis president mellan 14 maj 2011 och 7 februari 2016. Före sin tid som Haitis president var Martelly en mycket framgångsrik och känd musiker, kompositör och affärsman.

## Politisk karriär
Martelly avslöjade den 3 februari 2011 att han tänkte ställa upp i presidentvalet. Hans relationer till tidigare regeringar på Haiti blev mycket ifrågasatt av folket, men de goda relationerna till amerikanska diplomater vände de negativa åsikterna.
Han talade under valkampanjen om att återuppbygga landet Haiti, och framför allt staden Port-au-Prince som ödelades i jordbävningen 2010. Han förespråkade även att Haiti bör återinföra Haitis Försvarsmakt, något som lades ner 1995.
Efter valet i mars 2011 meddelades den 21 april att Martelly vunnit med över 60% av rösterna.

## Privatliv
Martelly har tidigare haft flera hem på Palm Beach i Florida. Han är gift med Sophia Martelly och har fyra barn. 